# Phelsuma edwardnewtoni
Phelsuma edwardnewtoni é uma espécie extinta de lagarto. De hábitos diurnos, viveu nas florestas da ilha Rodrigues e se alimentava de insetos e néctar.